# The Braaid
Koordinaten: 54° 9′ 26,5″ N, 4° 33′ 59″ W
Die Braaid wurde ursprünglich für einen Steinkreis, begleitet von zwei Steinreihen, aus der Stein- oder Bronzezeit gehalten. Das Ensemble liegt in den Feldern der Gemeinde Marown, westlich von Douglas auf halbem Weg nach Foxdale im Südteil der Isle of Man. Heute wird der Komplex für ein  eisenzeitliches Rundhaus und zwei Langhaus-Bauten nordischer Herkunft aus dem 11. oder 12. Jahrhundert, mit ungewöhnlich hohem Steinanteil, gehalten.
Das Rundhaus hatte etwa 16,5 m Durchmesser. Seine Form wird durch massive Steine bestimmt, die den äußeren Rand bildeten. Die doppelten Wände waren aus Stein mit einer Füllung aus Erde. Das Dach bestand aus Rasenplaggen, die auf Sparren lagen, die von Holzpfosten getragen wurden.
Langhaus 1 war eine etwa 20,0 × 9,0 Meter messende Halle ohne Zwischenwände. Mit diesen Abmessungen erreicht es die doppelte Größe normaler Häuser dieser Periode. Es hatte gebogene Außenwände aus Torf. Die Kopfenden bestanden aus Holz.
Die Aussage, dass das Langhaus 2 Tiere beherbergte, basiert auf steinernen Boxen entlang der Nordwand. Das Gebäude ist mit etwa 18,0 × 8,0 Metern nur geringfügig kleiner als Langhaus 1, hat jedoch gerade Wände. Das Dach war niedriger und leichter.
Die Größe der Bauten weist darauf hin, dass der Platz mehr war als ein Bauernhof. Die Braaid ist die am besten erhaltene Struktur ihrer Art auf der Isle of Man. Ausgrabungen erfolgten im Jahre 1942 durch H. J. Fleure und M. Dunlop und im Jahre 1964 durch Peter Stanley Gelling.